# 合肥南駅
合肥南駅（ごうひみなみえき/中国語簡体字：合肥南站/正体字：合肥南站）は、中華人民共和国安徽省合肥市包河区にある中国鉄路総公司（CR）上海鉄路局が管轄する駅である。安徽省唯一の特等駅である。
本項では、近接する合肥軌道交通の合肥南站駅（ごうひなんたんえき）についても記述する。

## 乗り入れ路線
中国鉄路総公司
合寧線
合武線
合福旅客専用線
合肥軌道交通
 1号線
 4号線
 5号線

## 歴史
- 2014年11月12日 - 国鉄の駅が開業[1]。
- 2016年12月26日 - 合肥軌道交通1号線の駅が開業[2]。
- 2020年12月26日 - 合肥軌道交通5号線が開業。
- 2021年5月1日 - 合肥軌道交通4号線が開業。

## 駅構造

### 中国鉄路総公司
単式ホーム2面、島式ホーム10面を持つ地上駅である。駅面積は99284m²である。

### 合肥軌道交通
島式ホーム1面2線を有する地下駅である。出口はAとBの2箇所ある。

## 隣の駅
中国鉄路総公司
合福旅客専用線
合肥南駅 - 長臨河駅
合寧線
合肥南駅 - 肥東駅
合武線
合肥南駅 - 長安集駅
合肥軌道交通
 1号線
望湖城駅 - 合肥南駅 - 南站南広場駅
 4号線
望湖城南駅 - 合肥南駅 - 淝南駅
 5号線
望湖城西駅 - 合肥南駅 - 盛大駅